# Wild Side (film, 2004)
Pour les articles homonymes, voir Wild Side.
Pour plus de détails, voir Fiche technique et Distribution.
Wild Side est un film franco-belge réalisé par Sébastien Lifshitz, sorti en 2004.

## Synopsis
Stéphanie, femme transgenre, se prostitue dans le Bois de Boulogne. Elle partage sa vie avec Djamel, qui partage le même métier qu'elle, et Mikhaïl, un déserteur russe qui ne maîtrise pas le français et fait de petits boulots dans un restaurant parisien. Ces jeunes adultes vivent leur histoire d'amour sans penser au lendemain. Jusqu'au jour où Stéphanie reçoit un appel lui annonçant que sa mère est gravement malade. La jeune femme décide de retourner dans le nord pour la retrouver. Accompagnée de Mikhaïl, puis de Djamel, elle rejoint son village natal où des souvenirs d'enfance émergent.

## Fiche technique
- Titre original : Wild Side[1]
- Réalisation : Sébastien Lifshitz
- Scénario : Stéphane Bouquet et Sébastien Lifshitz
- Musique : Jocelyn Pook
  - Chanson composée et interprétée par Antony Hegarty
- Décors : Roseanna Sacco Colas, Véronique Mélery
- Costumes : Elisabeth Méhu
- Son : Yolande Decarsin
- Montage : Stéphanie Mahet
- Mixage : Cyril Holtz
- Photographie : Agnès Godard
- Production : Chris Curling, Eric Van Beuren
  - Production déléguée : Gilles Sandoz
- Sociétés de production : Maïa Films, YC Alligator Film, Zephyr Films, Arte France Cinéma, AB3
- Pays d'origine :  France,  Belgique,  Royaume-Uni
- Langues originales : anglais, russe et français
- Format : couleur - 2,35:1
- Durée : 93 minutes
- Dates de sortie : 
  - Allemagne : 8 février 2004 (Berlinale)
  - France : 14 avril 2004
  - Belgique : 7 mai 2004 (Pink Screens, Bruxelles) ; 15 septembre 2004 (sortie nationale)

## Distribution
- Stéphanie Michelini : Stéphanie
- Yasmine Belmadi : Djamel
- Édouard Nikitine : Mikhaïl
- Josiane Stoléru : la mère
- Antony Hegarty : le chanteur du café

## Thèmes
S’inscrivant dans la continuité du courant du cinéma queer français, le film Wild Side aborde plusieurs thématiques présentes dans d’autres productions cinématographiques LGBTQ : la transidentité, la migration, la prostitution et les relations triangulaires. Le titre du film constitue un clin d’œil à la célèbre chanson « Walk on the Wild Side » de Lou Reed, à laquelle nous aurions remplacé la thématique des drogues pour y ajouter celle de l’immigration.

### Transidentité
La transidentité occupe une place prédominante dans ce film grâce à Stéphanie, personnage central du film. Dès la première scène du film, la directrice photo Agnès Godard décide de montrer directement à l’écran la transidentité de Stéphanie, évinçant ainsi les attentes normatives de genre qui sont de faire correspondre l’anatomie à l’identité. Nous retrouvons un autre exemple de la transidentité de Stéphanie lorsqu’elle adopte une voix plus grave pour répondre au téléphone pour apprendre l’état de santé aggravé de sa mère.
À un autre moment dans le film (le montage anachronique du film nous empêche de cerner la temporalité exacte du récit), Mikhaïl demande à Stéphanie de s’habiller en homme et de lui parler avec sa voix grave. On perçoit alors que le désir sexuel et l’orientation sexuelle de Mikhaïl ne peuvent être définis selon la structure hétéro- ou homosexuelle, mais qu’ils sont plutôt un croisement de construits d’autant plus complexifiés par les rapports qu’il entretient avec Djamel.

### Migration
La deuxième thématique annoncée, la migration, s’inscrit sur deux niveaux : il y a tout d’abord la migration spatiale des trois personnages principaux et la « migration » dans le temps de Stéphanie. La représentation la plus frappante de la migration est celle de Mikhaïl, qui est venu à Paris pour fuir la seconde guerre de Tchétchénie et retrouver son oncle. Ses appels téléphoniques à sa mère restée au pays appuient cette distanciation linguistique, culturelle et spatiale. Djamel vit une autre sorte de migration. Malgré une proximité physique avec sa mère, il se retrouve éloigné de celle-ci puisqu’ils n’ont pas les mêmes référents culturels. Nous comprenons qu’elle n’accepte pas le mode de vie de son fils.
Pour Stéphanie, l’occasion du retour à la maison familiale pour prendre soin de sa mère fait ressurgir des souvenirs de son enfance alors qu’elle était Pierre. Selon le montage du film, plus le film progresse, plus l’enfant Pierre prend de l’espace dans le récit. La rencontre de Nicolas, un amoureux d’enfance, exposera davantage la « queerisation » de Stéphanie. Alors que Nicolas est marié, a deux enfants, a déménagé à Bruxelles pour y travailler pour enfin revenir dans leur village d’enfance, Stéphanie a eu un autre type de parcours. Nicolas vit en conformité avec la société hétéronormative, malgré sa relation passée avec Pierre. De son côté, Pierre devenu Stéphanie est aujourd’hui prostituée et habite avec deux hommes, l’un prostitué beur et l’autre déserteur russe. En fin de film, lors du retour à la ville des trois amoureux, nous percevons que ce passage dans le Nord pour accompagner sa mère vers la mort a permis à Stéphanie de boucler le passé afin de lui permettre de vivre pleinement le présent.

### Prostitution
La représentation de la prostitution est l’une des principales assises narratives de Wild Side, en ce sens qu’elle teinte les liens qui unissent le trio principal et qui représente le gagne-pain de deux des trois membres de la triade. Dans son œuvre, le réalisateur Sébastien Lifshitz ne juge pas le métier de prostitué-e de Stéphanie et de Djamel et essaie même de le rendre le plus banal possible. Bien qu’ils exercent le même métier, les deux amoureux ne sont pas représentés de la même façon. Stéphanie travaille de nuit et doit subir les fantasmes de ses clients alors que Djamel travaille de jour et contrôle davantage la transaction charnelle. « La baise alors, tu crois que c’est gratuit? », lance-t-il à une cliente à la suite d’un moment intime partagé dans les toilettes d’une gare de train. Malgré cette apparente maîtrise, Djamel est souvent montré comme un être vulnérable et son emploi, comme son rôle au sein de la relation triangulaire, fait questionner le construit hétéronormatif lié à la masculinité macho du beur.
Lifshitz montre ce métier, sans artifices, avec des plans de caméra distants qui rappellent le documentaire,. Cette caméra documentaliste se perçoit également dans les scènes de sexe, où la directrice photo a recours à une caméra dynamique, plus près de l’action, comme si elle nous permettait d’entrer dans l’intimité des personnages. Ce travail visuel est appuyé par le casting de deux non-acteurs pour les rôles de Stéphanie et de Mikhaïl, ce qui rend davantage plausible leur performance à l’écran.

### Relations triangulaires
«Wild Side va plus loin dans la déstabilisation du récit d'amour, rejetant non seulement la structure tournée vers l'avenir mais aussi la forme du couple. Au lieu d'un couple romantique, Wild Side met en scène un triangle amoureux impliquant une femme transgenre […] et deux hommes cisgenres […].» La représentation des personnages imite quelque peu une structure familiale alors que Mikhaïl est présenté comme un être grand, fort et immuable, que Djamel pourrait être un fils du fait de son physique frêle, vulnérable et sa personnalité insécure,. Stéphanie, pour sa part, prend en charge la destinée du trouple. Son genre lui dicte un rôle de mère, mais sa personnalité suggère un rôle plus dominant. La fluidité des genres et des rôles sexués est omniprésente dans Wild Sie. Le trio habite ensemble dans un lieu de vie privée modeste, mais où règne l’harmonie. La sphère privée du trouple existe également à l’extérieur de leur appartement dans des espaces hétéronormatifs, tels que les parcs et les transports en commun. «C’est donc la sphère privée qui voyage dans la sphère publique hétéronormée; c’est la sphère privée (un espace lisse) qui occupe temporairement et strie l’espace officiel de l’État […].» Malgré leurs difficultés personnelles et relationnelles, les trois personnages parviennent à exprimer leur bonheur d’être ensemble. Il n’existe d’ailleurs aucune jalousie ou tension au sein de la relation triangulaire, ce qui s’oppose au contexte professionnel de Stéphanie et Djamel.

## Commentaires
Réalisé sous forme de fragments, en dehors de la chronologie, Wild Side présente des personnages qui parviennent à dépasser leur existence chaotique grâce à la présence des deux autres et à s'aimer.
Il existe trois niveaux narratifs à Wild Side : le retour de Stéphanie à la maison familiale pour prendre soin de sa mère mourante, l’enfance de Stéphanie en tant que Pierre (cette histoire est hachurée temporellement) et le développement de la relation triangulaire entre Stéphanie, Mikhaïl et Djamel (également chronologiquement déconstruit). En se concentrant sur les thématiques abordées plutôt que de tenter de reconstruire la chronologie de l’histoire, le spectateur comprendra mieux l’histoire que le réalisateur a voulu livrer.

## Accueil critique
Le film Wild Side est généralement mieux accueilli par les critiques cinématographiques que par les différents agrégateurs disponibles en ligne. En effet, si Rotten Tomatoes accorde à Wild Side un score de 63% et Metacritic une moyenne de 52, les critiques du Monde, de Libération, des Inrockuptibles et de Fluctuat s’entendent pour qualifier le film de chronique d’un ménage à trois esquivant le sensationnalisme, soulignant son « refus du cliché parodique par l'affirmation d'une beauté sui generis de l'indétermination sexuelle ». Libération souligne que la nature du film est d’être un film frontière où la transsexuelle fera toujours l’aller-retour entre l’endroit où socialement elle est mise en marge (la prostitution) et celle d’où elle vient (le nord de la France). « Un film qui cherche la marge, pas pour s'y perdre, mais bien plutôt pour s'y retrouver », comme l’affirme Fluctuat.
Plusieurs médias critiquent le montage de l’œuvre cinématographique, dont les Cahiers du Cinéma. Le montage final comporte de trop nombreuses ellipses, ce qui rend la compréhension du film trop complexe. En donnant carte blanche à la monteuse Stéphanie Mahet, l’intention de Lifshitz était de permettre une organisation thématique et poétique des séquences au lieu d’une cohérence chronologique.

## Distinction
- 2004 : Teddy Award du meilleur film à la Berlinale[26]